# 石塚硝子
石塚硝子株式会社（いしづかがらす、英: Ishizuka Glass Co., Ltd. ）は、 愛知県岩倉市に本社があるガラス製品、及びプラスチックや紙などの容器を製造する日本の企業。

## 概要
江戸時代後期の文政3年(1819年)、創業者の石塚岩三郎が長崎でガラス製造を学び、故郷の下総国への帰途の途中に立ち寄った土田村（現在の岐阜県可児市）でビードロ屋を開いたことに由来する。当時ガラスは大変な貴重品で、岩三郎のビードロ屋は東海地方におけるガラス製造の先駆けであった。その後明治時代以降より名古屋に移転した後、2003年（平成15年）に本社機能を岩倉市に移した。
1961年には食器事業に参入し、「アデリア」ブランドを立ち上げる。中でもプリントグラス製品は人気を集めるが、やがて人気を失い生産を終了する。一方でプリントグラス製品のデザインは21世紀に入った後も根強い人気があり、2018年11月には復刻ブランド「アデリアレトロ」が立ち上げられた。
現在はガラス製品のみに留まらず、プラスチックや紙などを用いた容器関連の製造・販売にも力を注いでいる。
子会社の日本パリソン社はPETボトル用プリフォーム製造会社（一部ボトルも製造）、コカ･コーラグループが主たる供給先。

## 沿革
- 1819年（文政2年）11月 - 石塚岩三郎が長崎でガラス製造技術を学び、岐阜県可児郡土田村（現在の岐阜県可児市）でガラス製造を始める[1]。
- 1941年（昭和16年）4月 - 有限会社石塚硝子製造所設立[1]。
- 1946年（昭和21年）12月 - 石塚硝子株式会社に改組[1]。
- 1961年（昭和36年）10月 - 岩倉食器工場を新設[1]。
- 1984年（昭和59年）
  - 4月 - 東京工場を新設[1]。
  - PETボトル事業に進出し、その後プリフォーム事業へと展開する。
- 2003年（平成15年）
  - 4月 - アサヒビール株式会社の子会社である株式会社アサヒビールパックスの全株式を取得し、子会社化[1][3]。
  - 6月 - 株式会社アサヒビールパックスを吸収合併[1]。
- 2006年（平成18年）8月 - アイピーアイ株式会社の全株式を取得し、子会社化[1]。
- 2010年（平成22年）6月 - 100%子会社であるアイピーアイ株式会社を吸収合併[1]。
- 2012年（平成24年） - 園台湾の遠東新世紀との合弁により、遠東石塚グリーンペット株式会社を設立する。
- 2015年（平成27年）1月 - 鳴海製陶株式会社の全株式（自己株式を除く）を取得し、子会社化[1][4]。
- 2020年（令和2年）
  - 3月23日 - 吸収分割方式により分割準備会社である硝子分割準備株式会社および器事業分割準備株式会社を設立[5]。
  - 9月21日 - 石塚グループホールディングス株式会社に商号を変更し、持株会社制に移行予定であったが[5][6]、新型コロナウイルスの流行により延期している[7]。
- 2021年（令和3年）
  - 5月6日 - 新型コロナウイルス感染症や市場縮小などの影響を理由に、3期連続の営業赤字を報告。ガラスびん需要減少に伴い姫路工場を2022年末をもって生産停止とし、岩倉工場への再編統合を公表[8]。
- 2022年（令和4年）
  - 12月末 - 姫路工場をガラス工場としては生産停止[9]。子会社の『遠東石塚グリーンペット』や『日本パリソン』が、跡地にリサイクルPET工場を建設予定。

## 事業所

### 工場
- 本社・岩倉工場 - 愛知県岩倉市川井町1880
- 姫路工場 - 兵庫県姫路市飾磨区今在家1351-1（2022年（令和4年）12月末で閉鎖）

### 営業所・支店
- 東部営業所 - 東京都中央区東日本橋2-1-5
- 西部営業所
  - ガラスびんカンパニー - 兵庫県尼崎市昭和通2-7-1
  - ハウスウェアカンパニー - 大阪府大阪市大正区泉尾5-13-11
- 名古屋支店 - 愛知県岩倉市川井町1880

## グループ会社（子会社）
- アデリア株式会社
- 遠東石塚グリーンペット株式会社
- 石塚物流サービス株式会社[注 1]
- ウイストン株式会社
- 大阪アデリア株式会社
- 石硝運輸株式会社[注 2]
- 日本パリソン株式会社
- 北洋硝子株式会社
- 鳴海製陶株式会社